# Brachypogon gravidus
Brachypogon gravidus är en tvåvingeart som beskrevs av Debenham 1991. Brachypogon gravidus ingår i släktet Brachypogon och familjen svidknott. Inga underarter finns listade i Catalogue of Life.